# Calliopum indecorum
Calliopum indecorum är en tvåvingeart som först beskrevs av Friedrich Hermann Loew 1862.  Calliopum indecorum ingår i släktet Calliopum och familjen lövflugor. Inga underarter finns listade i Catalogue of Life.